# Cricotopus albiforceps
Cricotopus albiforceps är en insektsart som först beskrevs av Jean-Jacques Kieffer 1916. Cricotopus albiforceps ingår i släktet Cricotopus, och familjen fjädermyggor. Arten är reproducerande i Sverige. Inga underarter finns listade i Catalogue of Life.